# Carolyn Schuwalow
Carolyn Schuwalow, född 10 augusti 1965, är en friidrottare från Australien. Han deltog vid olympiska sommarspelen 1988 och olympiska sommarspelen 1996.